# Dasychira goodii
Dasychira goodii är en fjärilsart som beskrevs av Holland 1893. Dasychira goodii ingår i släktet Dasychira och familjen tofsspinnare. Inga underarter finns listade i Catalogue of Life.